# Manuel Lugrís Freire
Manuel Lugrís Freire (Sada, 11 de Fevereiro de 1863 — Corunha, 15 de Fevereiro de 1940) foi um escritor e galeguista, presidente ou co-fundador da Real Academia Galega, das Irmandades da Fala e do Partido Galeguista.

## Biografia
O pai de Manuel Lugrís teve pronto dificuldades econômicas. Assim, ao terminar os estudos primários, Manuel viu-se obrigado a estudar para escrivão no concelho de Oleiros. É daquela que escreve "Nociones generales de mitología". Emigrou para Cuba aos vinte anos, e ali trabalhou como contável; fez parte do Centro Galego desde 1884 e foi o diretor (e fundador) do primeiro jornal americano redigido integramente em língua galega A gaita gallega (1885-1889), após colaborar com El eco de Galicia de Waldo Álvarez Insua, no que sua primeira colaboração fora um poema intitulado "Nostalgia". A declaração de princípios aparece no seu artigo "O noso pensamento". N´A gaita gallega colaborou durante as primeiras seis entregas mas, pelejado com Ramón Armada, deixou-a. Foi também vogal da junta diretiva do Centro Galego da Habana. Em Cuba publicou Soidades (poesias prologadas por Curros Enríquez), o primeiro capítulo da novela O penedo do crime e A costureira da aldeia, obra de teatro costumista que também se representou.
Voltou à Galiza em 1896 acompanhado por Concepción Orta Iglesias, instalou-se na Corunha e continuou seu trabalho literário, enquanto seguia com o emprego como contável. Ingressou na Sociedad Anónima Aguas de La Coruña, da que foi sócio acionista e primeiro empregado. Relacionou-se com os regionalistas corunheses, participando de todas as atividades galeguistas do momento, como a Cova Céltica, com Manuel Murguía, Eduardo Pondal e outros. Em 1897 entrou na diretiva da Liga Gallega da Cruña, presidida por Salvador Golpe, como secretário.
Em 1898 nasceu sua filha Socorro e faleceu sua esposa, e ele em uma depressão. Em 1901 publicou Noitebras, livro de poemas na que mistura pessimismo pessoal e composições de intenção social e mítica. Ao ano seguinte casou com Purificación González Varela, com a qual teria cinco filhos.
Pulou pela criação da Escola Rexional de Declamación (1903), que fundou com Galo Salinas e foi presidente. Teve como preocupação a de fornecer de textos à nova entidade, teimando retirar a literatura galega do costumismo predominante. Todos seus textos têm uma carrega reivindicativa forte. A Escola apresentou-se com uma peça de Galo Salinas e, durante o ano que durou, a totalidade das montagens foram sobre obras do próprio Lugrís Freire: A Ponte (1903), Minia (1904) e Mareiras (1904). Lugrís Freire foi o primeiro autor teatral galego em utilizar a prosa. É também o máximo representante do teatro social ou de tese.
Em 1904 participou na fundação da Associação da imprensa de Corunha e em 1906 da Real Academia Galega. Lugrís Freire foi o primeiro em utilizar o galego num comício: foi o 6 de Outubro de 1907 em Betanzos, num ato do sindicato Solidaridade Galega, do qual também fora fundador. Participou em outros muitos atos públicos na comarca da Corunha. Em 1908 passou a ser membro do Conselho Redator d´A Nosa Terra, publicação na que apareceriam desde o primeiro número (4 de Agosto) uma série de contos populares sob o título genérico de A carón do lar.
Abandonado o teatro, retomou a poesia e escreveu também numerosos relatos curtos, que reuniu em 1909 em Contos de Asieumedre. Em 1916 participou na criação da Irmandade da Fala da Corunha. Em 1919, como suprimento do periódico El Noroeste, publicou Versos de loita, mas seu melhor livro poético foi Ardencias (1927), dedicado à juventude galega.
Em 1922 publicou uma Gramática do idioma galego, seguidora da Gramática de Saco y Arce, mas a primeira nesta língua, e ao ano seguinte ingressou como sócio correspondente no Seminário de Estudos Galegos com um discurso sobre Pondal. A 5 de Maio de 1924 foi nomeado filho predileto de Sada.
Em 1930 participou na elaboração do programa do Partido Autonomista Republicano Agrário para a campanha eleitoral e na constituição da Federação Republicana Galega. Naquele ano também lhe foi dedicada uma rua na sua vila natal. Em Maio do ano seguinte, participou na redação do anteprojeto de Estatuto da Galiza promovido pelo Seminário de Estudos Galegos e em Dezembro na redação dos estatutos do Partido Galeguista. Em 1932, com Alexandre Bóveda, redigiu o anteprojeto definitivo do Estatuto, por encomenda da Assembleia de Municípios da Galiza.
A 28 de Abril de 1934 foi nomeado presidente da Real Academia Galega, mas renunciou a 20 de Agosto do ano seguinte por problemas de saúde. Pouco antes participara como orador no ato de inauguração do monumento a Curros Enríquez na Corunha, junto do presidente da República Espanhola, Niceto Alcalá Zamora. Também foi nomeado sócio de mérito do Instituto Histórico do Minho, de Viana do Castelo.
Seu trabalho jornalístico foi também extenso. Assinou com os pseudônimos de Asieumedre, L.U. Gris, K. Ñoto e Roque das Mariñas.
Lugrís Freire faleceu na Corunha ao ano de iniciar-se a Guerra Civil espanhola, no meio da persecução da atividade galeguista e o drama de ver dois filhos em lados diferentes da guerra, devido às circunstâncias. Está enterrado no cemitério de San Amaro.
Foi-lhe dedicado o Dia das Letras Galegas de 2006.

## Obra
- Soidades: versos en gallego, 1894
- Noitegras: poesías, 1901
- A ponte: drama en dous actos en prosa, 1903
- Mareiras: drama en tres actos en prosa, 1904
- Minia: drama n-un acto en prosa, 1904
- Esclavitú: drama en dous actos en prosa, 1906
- Contos de Asieumedre, 1908 (8 contos), 1909 (28 contos)
- O pazo: comedia en dous actos, en prosa, 1916
- Estadeíña: comedia en duas xornadas en prosa, 1919
- Versos de loita, 1919
- Gramática do idioma galego, 1922 e 1931
- Ardencias, 1927
- As Mariñas de Sada: homenaxe a Sociedade Sada y sus Contornos, 1928
- A carón do lar, 1970
- Nociones generales de mitología, 1880